# Judaizm reformowany

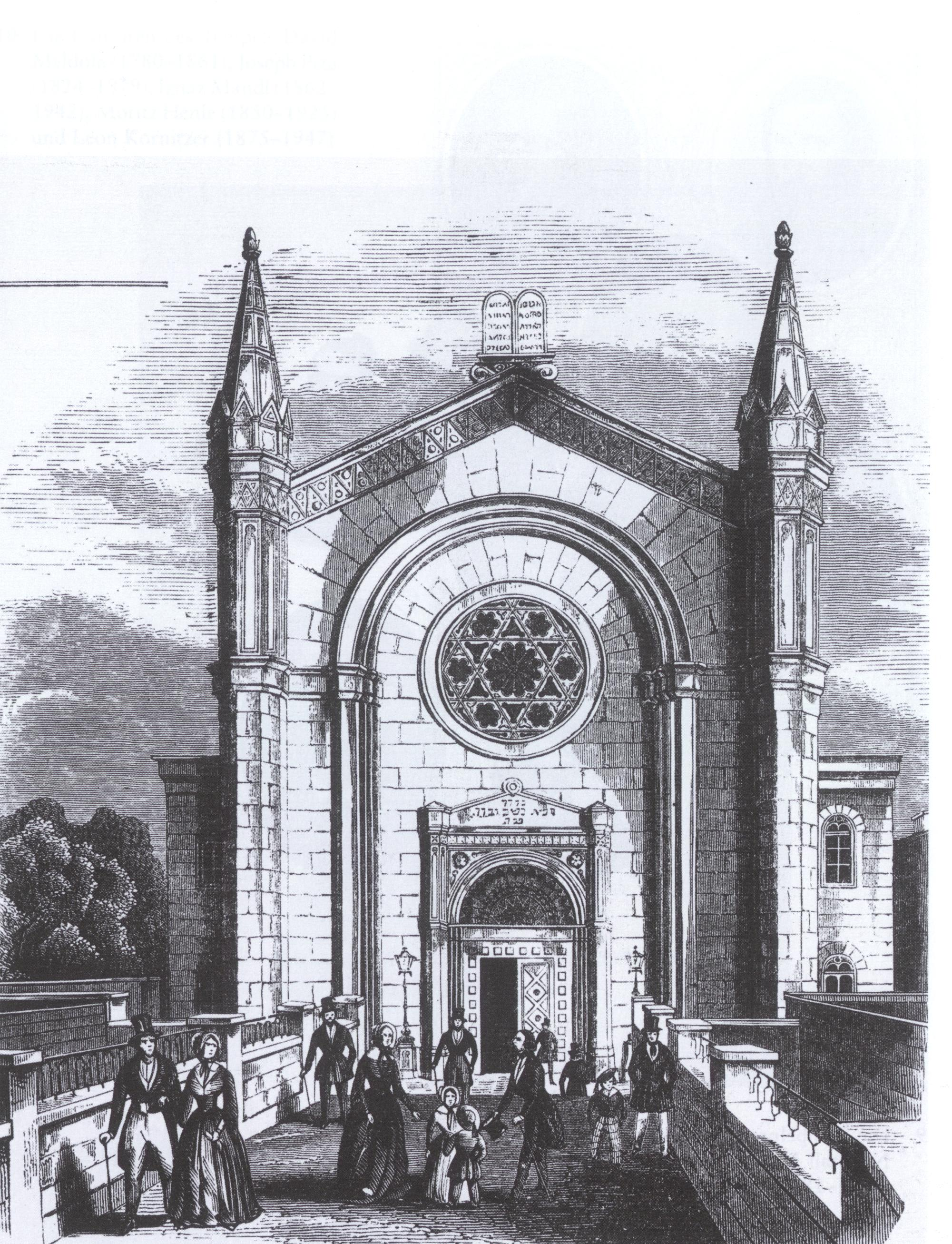
Synagoga w Hamburgu «Israelitischer Tempel Poolstraße»

Judaizm postępowy (reformowany albo liberalny) – nurt judaizmu, który powstał w XIX wieku w Niemczech. Zapoczątkowała go reforma liturgiczna Israela Jacobsona w 1810 r., który wprowadził hymny w języku niemieckim, muzykę organową, krótsze modlitwy. Synagogi reformowane są określane jako „Tempel” (świątynia). Różni się on od tradycyjnego judaizmu rabinicznego przede wszystkim uznawaniem prawa żydowskiego za historyczne i podlegające reformom, pełnym równouprawnieniem kobiet w liturgii, wprowadzeniem dowolności przestrzegania restrykcyjnych przepisów koszerności i obchodzenia szabatu, ułatwiając funkcjonowanie Żydów w społeczeństwie. Nurt ten porzucił wiarę i oczekiwanie na osobowego Mesjasza i uznał Żydów za grupę wyznaniową, a nie odrębny lud. Stąd jego zwolennicy w Europie Środkowej i Zachodniej określali się chętnie jako Niemcy (Francuzi, Amerykanie, Polacy) wyznania mojżeszowego. Od czasu Holocaustu judaizm reformowany akceptuje jednak państwo Izrael i syjonizm. Istnieje wiele, często skłóconych ze sobą odłamów, które różnią się stopniem dowolności w interpretacji starych zasad obyczajowych. Żydzi reformowani przeprowadzają mniej uciążliwą procedurę konwersji (przejścia na judaizm), ale konwertyci nie są automatycznie uznawani przez pozostałe odłamy judaizmu. Judaizm reformowany jest najliczniejszy w USA, gdzie większość Żydów jest związana z tym nurtem, w Izraelu natomiast – bardzo nieliczny i dopiero niedawno uzyskał pewną formę akceptacji państwowej. Akceptuje się także osoby homoseksualne, również jako rabinów, oraz rabinki. Większość rabinów amerykańskich tego nurtu jest absolwentami Hebrew Union College.

## Związki z innymi ruchami
Ruch ten nie jest uznawany przez judaizm ortodoksyjny. Pozostaje jednak w przyjaznych stosunkach z judaizmem konserwatywnym. W Wielkiej Brytanii oprócz judaizmu reformowanego (Movement for Reform Judaism) istnieje, do połowy kwietnia 2023 od niego organizacyjnie odrębny i bardziej radykalny, judaizm liberalny. Z niego wyodrębnił się judaizm humanistyczny odrzucający transcendencję.

## Judaizm reformowany w Polsce

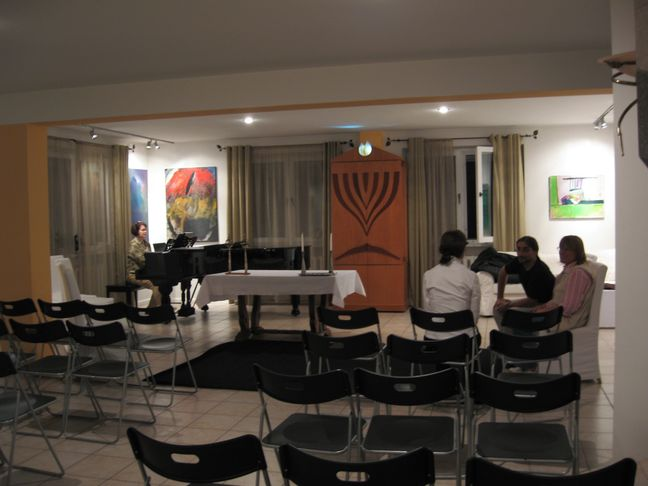
Wnętrze synagogi Beit Warszawa

W 1999 roku w Warszawie uformowała się mała grupa, która później dała początek Beit Warszawa. W 2000 r. od gminy ortodoksyjnej w Trójmieście oddzieliła się Niezależna Gmina Wyznania Mojżeszowego.
Od 20 października 2006 roku, po raz pierwszy od czasów II wojny światowej i holokaustu, polska społeczność żydów reformowanych ma własnego rabina. Na urząd wprowadzony został rabin Burt E. Schuman. Uroczystościom przewodniczył rabin Uri Regev, prezydent Światowej Unii dla Judaizmu Postępowego (World Union for Progressive Judaism). Światowa Unia dla Judaizmu Postępowego, z siedzibą w Jerozolimie, jest największym w skali światowej ruchem żydowskim, działającym w 42 krajach, na 6 kontynentach.
Od 2010 roku w Warszawie funkcjonuje synagoga Ec Chaim, reprezentująca reformowaną część społeczności Gminy Wyznaniowej Żydowskiej w Warszawie.
Jednym z propagatorów judaizmu reformowanego w Polsce był Robert Stiller.

## Konwersja na judaizm reformowany
Judaizm reformowany ma uproszczoną formułę konwersji na judaizm. Konieczność obrzezania w judaizmie reformowanym zależy od rabina. Większość reformowanych rabinów w USA nie wymaga obrzezania, podczas gdy w Europie większość tego wymaga. Także rabin Burt Schuman z Beit Warszawa przeprowadza tylko konwersje obrzezanych mężczyzn, niezależnie od wieku. Wyjątek od tej reguły stanowią jedynie przeciwwskazania medyczne, jak hemofilia. Ruch ten ma najbardziej zróżnicowane wewnętrzne podejście do konwersji. Niektórzy rabini wystawiają certyfikaty konwersji osobom, które przez pewien czas uczęszczały do synagogi i po pewnym czasie wyraziły chęć zostania żydem, większość jednak wymaga zanurzenia w mykwie, obrzezania i egzaminu przed bejt dinem. Ponieważ judaizm reformowany nie uważa Halachy za wiążącą, konwersja może zostać cofnięta tylko w wypadku, gdy osoba przejdzie na inną religię lub stanie się antysemitą. W Polsce reformowane konwersje przeprowadza się w Warszawie i Krakowie.